# Temple de la Concorde
Ne doit pas être confondu avec Temple de la Concorde (Arx) ou Édicule de la Concorde.

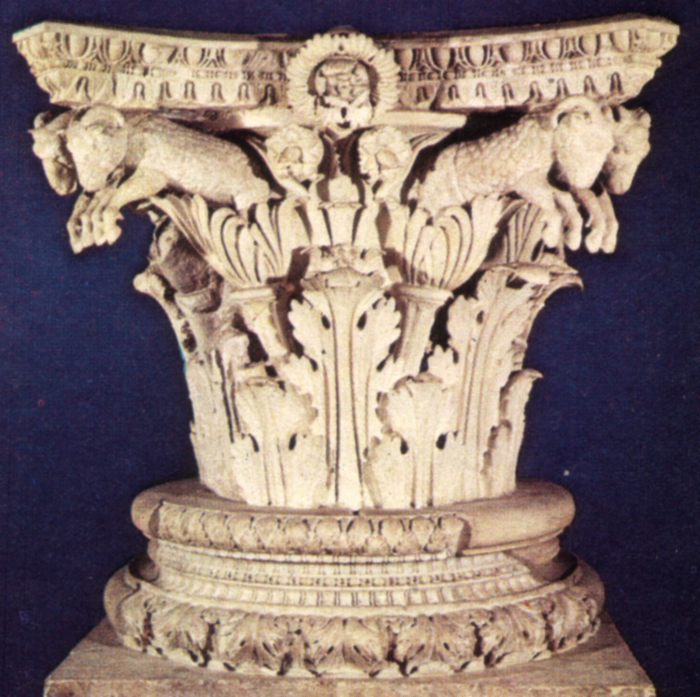
Chapiteau corinthien de la cella du temple de la Concorde : les volutes classiques soutenant l'abaque sont remplacées par des couples de béliers,.

Le temple de la Concorde (en latin : Aedes Concordiae sous la République, puis Aedes Concordiae Augustae sous l'Empire) est un temple romain dédié à la déesse Concordia, situé sur le Forum Romain, à Rome.

## Localisation
il est situé à l'extrémité occidentale du Forum Romain, au pied des pentes du Capitole, en avant du Tabularium dont il dissimule une partie de la façade, entre le Tullianum au nord-est et le temple de Vespasien au sud-ouest (voir le plan). Après sa construction, l'espace autour du temple prend le nom d'Area Concordiae, mentionnée par Tite-Live et Julius Obsequens pour les années 183 et 181 av. J.-C. concernant des prodiges qui s'y seraient produits.

## Fonction
Dédié à la Concorde, le temple symbolise l'unité du peuple romain. Il sert occasionnellement de lieu de réunion pour le Sénat romain après 121 av. J.-C., surtout en temps de crise sociale, où il traite les affaires des tribunaux. C'est dans ce temple qu'en 63 av. J.-C., Cicéron prononce devant le Sénat le quatrième discours des Catilinaires. Le podium du temple d'époque républicaine, donnant sur l'esplanade du Forum, est utilisé comme tribune aux harangues par des orateurs tels que Cicéron ou Jules César. Au début de l'Empire, en 31 apr. J.-C., le Sénat y condamne Séjan, ensuite exécuté dans le proche Tullianum. Les Frères Arvales s'y réunissent également.
Lors de sa reconstruction au début du Ier siècle, Tibère transforme l'intérieur du temple en un véritable musée. Il y fait placer de nombreuses œuvres d'art, pour la plupart grecques, dont Pline l'Ancien fait la liste dans son Histoire naturelle. On y trouve, entre autres, une statue de Vesta de Rhodes, les statues d'Apollon et de Junon par Baton, de Latone avec Apollon et Diane enfants par Euphranor, d'Esculape et d'Hygie par Niceratus, de Mars et de Mercure par Piston, de Cérès Jupiter et Minerve par Sthennis, des tableaux de Marsyas par Zeuxis, de Liber par Nicias et de Cassandre par Theodorus, ainsi que quatre éléphants en obsidienne dédiés par Auguste et une sardonyx (pierre précieuse de couleur brune) qui aurait appartenu à Polycrate de Samos,,.

## Histoire

### Antiquité

#### Vœu de Camille
Selon la tradition, le temple est voué par Marcus Furius Camillus en 367 av. J.-C. pour célébrer la promulgation des Leges Liciniae Sextiae, qui marquent une étape importante dans la lutte de la plèbe pour obtenir une reconnaissance de ses droits,. Ces lois mettent sur un même pied, du moins d'un point de vue politique, les plébéiens et les patriciens,. Le peuple aurait libéré Camille de son vœu en décidant le jour suivant de construire le temple en son nom,. De récentes fouilles archéologiques ont permis de mettre au jour sur le site des vestiges datés du IVe siècle av. J.-C., mais il paraît peu probable que le temple ait été construit à cette époque, la pratique consistant à déifier des vertus abstraites n'apparaissant qu'à la fin de ce même siècle. Il serait de plus surprenant que l'hypothétique temple de Camille ne soit pas mentionné par des auteurs antiques comme Tite-Live ou qu'il n'y soit pas fait mention lorsqu'est évoquée la dédicace plus tardive de Lucius Opimius.

#### Édicule de la Concorde et temple sur l'Arx
En 304 av. J.-C., l'édile curule Cnaeus Flavius fait élever un autel en bronze dédié à la Concorde près du Comitium, non loin de l'endroit où est construit plus tard le temple qui le remplace,. La construction de ce dernier ne date peut-être que de 218 av. J.-C., sous la direction du préteur Lucius Manlius. Tite-Live rapporte que le temple a été frappé par la foudre en 211 av. J.-C.. Toutefois, il semble y avoir une confusion avec un autre temple dédié à la Concorde et construit non loin sur (in arce).

« La foudre frappa la statue de la Victoire élevée au sommet du temple de la Concorde, et la renversa sur les Victoires placées au-dessous de la frise, où elle s'arrêta, sans tomber jusqu'au bas. »

— Tite-Live (traduction de M. Nisard, 1869, lire en ligne), Histoire romaine, XXVI, 23.

#### Temple de Lucius Opimius
Le temple est définitivement établi ou restauré sur ordre du Sénat en 121 av. J.-C. par le consul Lucius Opimius qui lui adjoint la basilique Opimia. Il est dédié un 22 juillet. Il est probable que le temple de Lucius Opimius soit le premier érigé sur ce site puisqu'il n'est fait aucune mention d'un temple préexistant par les auteurs antiques ou sur les inscriptions, ce qui est le cas en général lorsque le dies natalis d'un temple est modifié. La présence de matériel plus ancien dans le béton du podium, comme des débris de tuf de Grotta oscura ou de Fidènes du IVe siècle av. J.-C., peut s'expliquer par la réutilisation de matériaux de construction d'un bâtiment proche détruit à cette occasion, et n'est pas nécessairement une preuve de l'existence d'un temple plus ancien.
Ces travaux, qui interviennent peu après la répression sanglante du soulèvement populaire mené par Caius Gracchus, la mort de ce dernier et la condamnation à la peine capitale de centaines de ses partisans, sont perçus comme une provocation arrogante de l'aristocratie par les plébéiens,. Il s'agit pour le Sénat de réaffirmer son autorité et sa position vis-à-vis des tentatives de réformes sociales profondes en évoquant la paix et la stabilité qu'apporte le système traditionnel aristocratique qui ne peut fonctionner qu'avec la coopération des plébéiens, alors que, de son point de vue, les actes des réformateurs n'ont engendré que du désordre et de la violence.

#### Reconstruction de Tibère
Le temple est endommagé dans un incendie en 9 av. J.-C., et reconstruit entre 7 et 10 apr. J.-C. par Tibère, pour commémorer son triomphe, les travaux sont financés avec une partie du butin rapporté de Germanie,, et pour se réapproprier le symbole des victoires du Sénat sur les réformateurs. Le temple est agrandi et dédié à Concordia Augusta le 16 janvier 10 ou 12 apr. J.-C., au nom de Tibère, alors héritier d'Auguste, et de son défunt frère Drusus, mort durant une campagne militaire sur le Rhin,. Tibère a obtenu du Sénat le droit de faire figurer les deux noms en contrepartie du financement des travaux.
La restauration du temple permet à Auguste de concilier aux yeux des Romains la concorde au sein de la famille impériale et la concorde de l'Etat, faisant intervenir de nombreux membres de sa famille, directement comme Tibère ou indirectement comme Drusus, Octavie et Livie. En effet, Tibère voue le nouveau temple le 1er janvier 7 av. J.-C. dans le portique d'Octavie récemment restauré au nom de la sœur d'Auguste. L'impératrice Livie, épouse d'Auguste et mère de Tibère, semble aussi avoir joué un rôle important dans cette nouvelle dédicace, et plus spécifiquement dans l'élaboration du constitutum du nouveau temple dès 7 av. J.-C., en faisant élever sur le site du temple un autel afin de procéder à un sacrifice inauguratoire. Enfin, le nouveau dies natalis du temple est fixé au jour anniversaire de l'obtention par l'empereur du titre Augustus,.
En 16, on dépose dans le temple des offrandes sur ordre du Sénat pour célébrer la condamnation de Libo après l'échec de sa conspiration,.

#### Dernière restauration
Il est peut-être restauré une dernière fois après l'incendie de 284 comme l'indiquait une inscription sur l'architrave, aujourd'hui disparue, relevée par un pèlerin lors de sa visite à Rome et consignée dans un document appelé Itinéraire d'Einsiedeln.

### Moyen Âge
Le temple est toujours au moins partiellement debout au VIIIe siècle mais il donne des signes de fragilité et menace de s'effondrer sous le pontificat d'Adrien Ier, entre 772 et 795.

### Vestiges
Le temple a aujourd'hui presque complètement disparu. Toute la partie nord-est de l'édifice est aujourd'hui recouverte par l'escalier moderne permettant l'accès au Capitole. Seules les fondations du podium et le seuil de la cella sont encore visibles, ainsi qu'un morceau de corniche exposé dans une galerie du Tabularium et un chapiteau corinthien orné de béliers à la place des volutes, exposé au Forum Antiquarium. Les vestiges visibles sont d'époque augustéenne et datent de la reconstruction de Tibère.

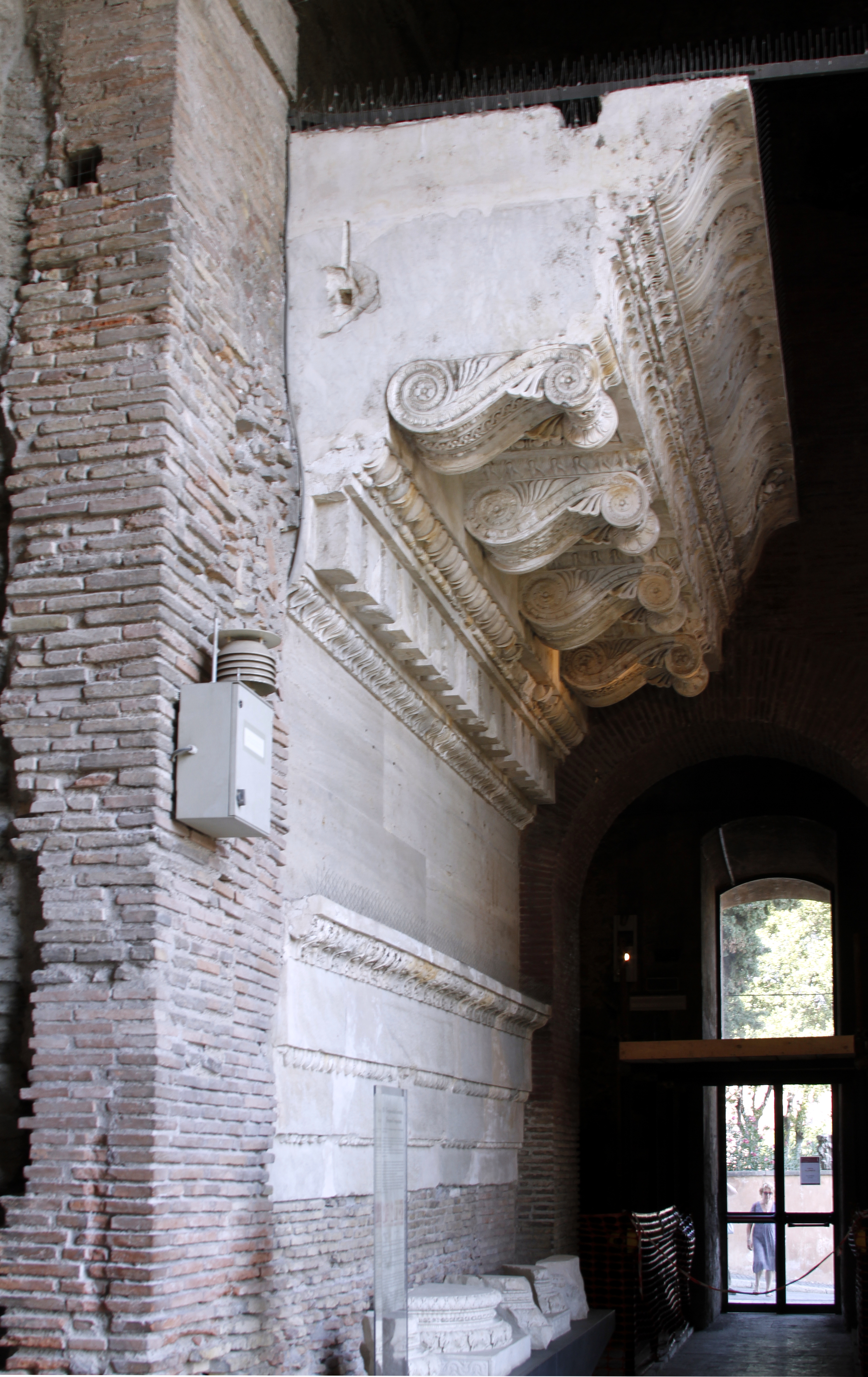
Temple of Concord.
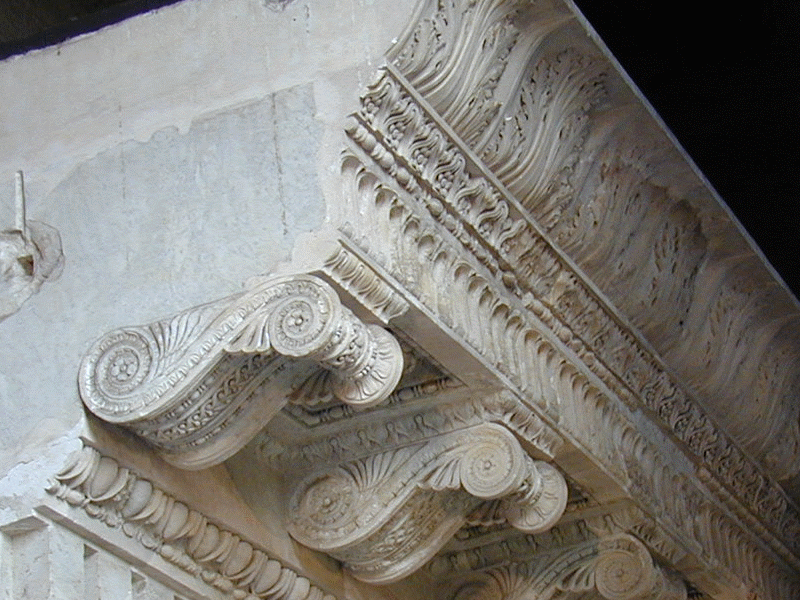
Fragment de la corniche du temple.
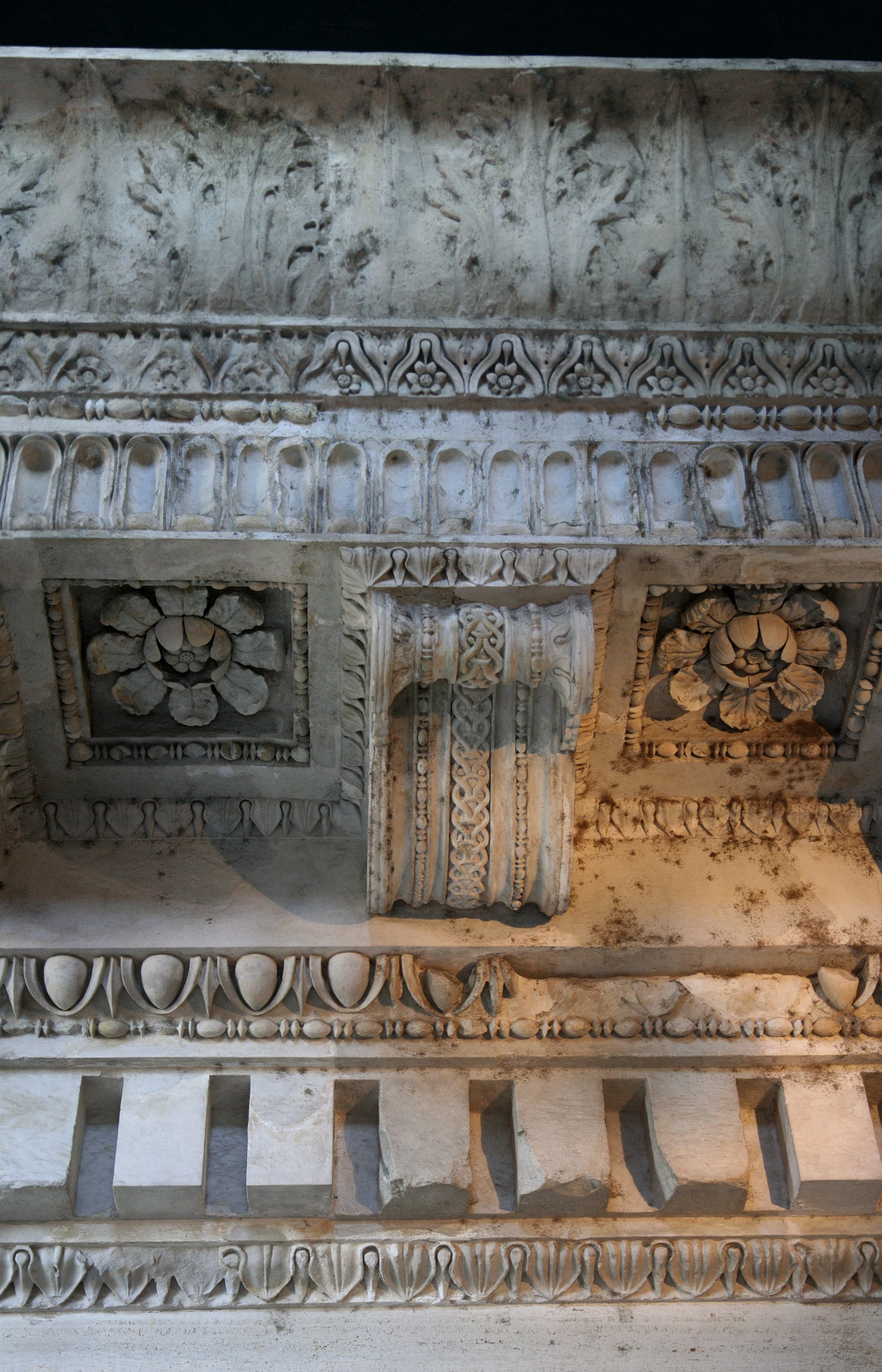
Détail de l'entablement.
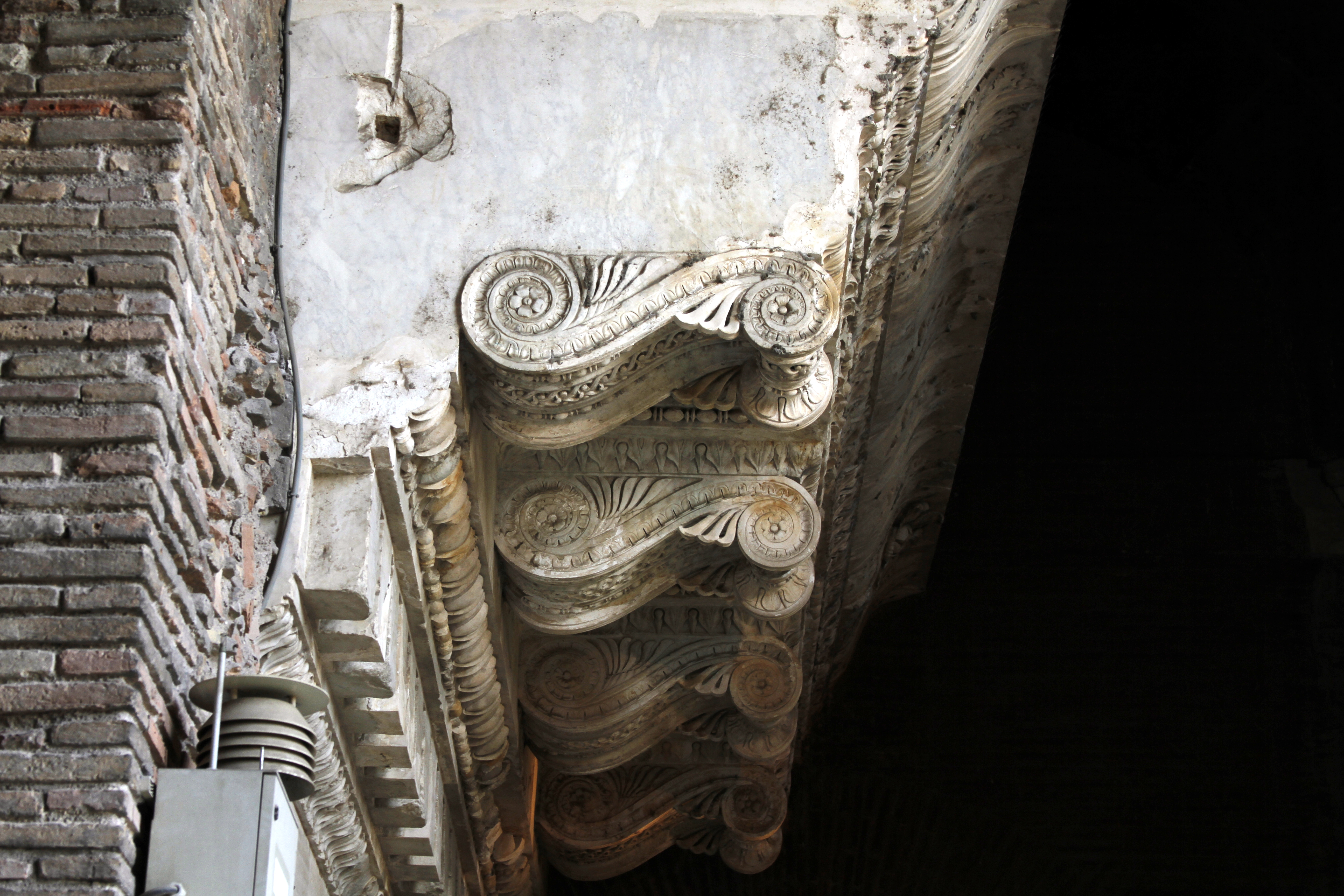
Détail de l'entablement.
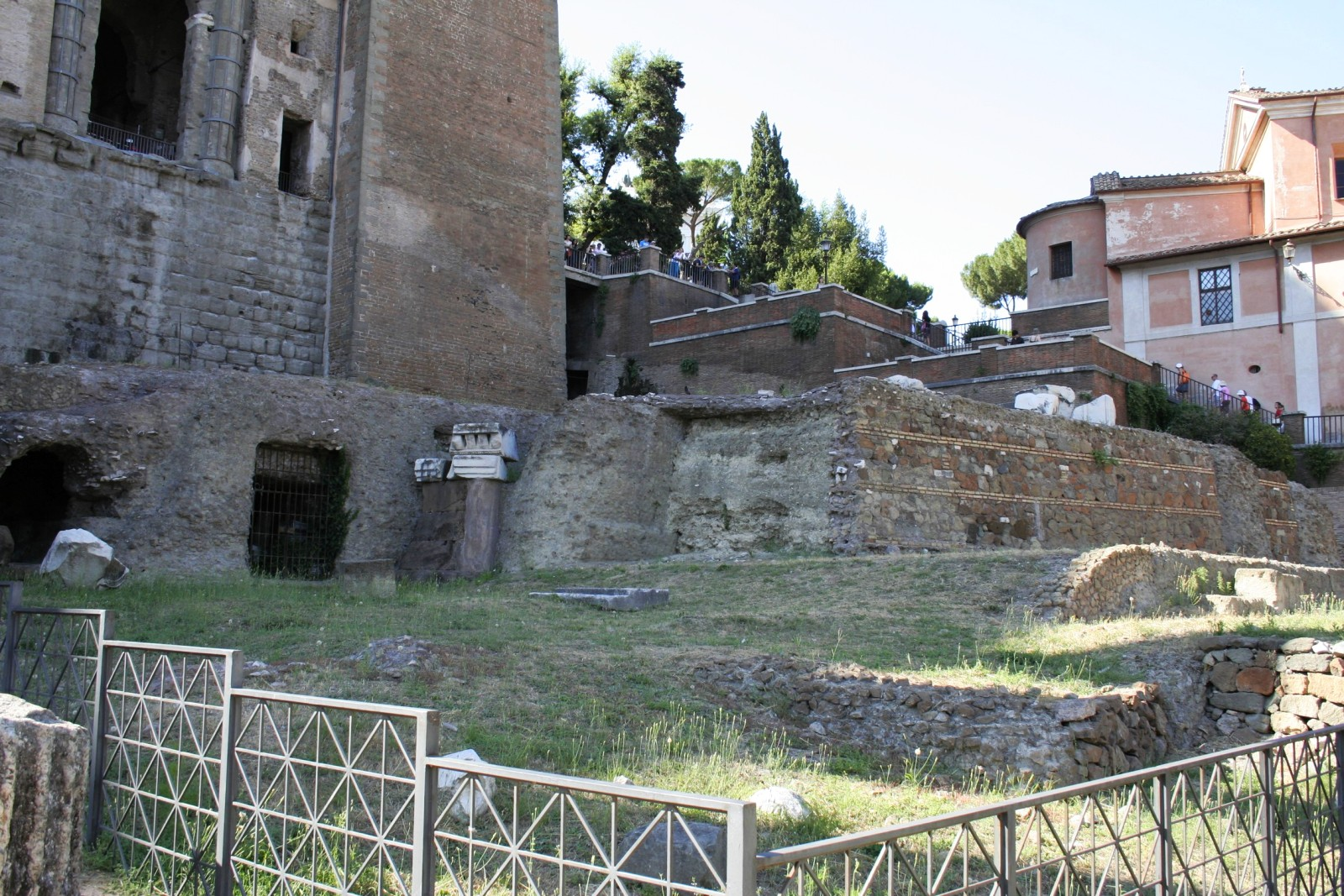
Vestiges du podium du temple.

## Description

### Le temple républicain
À l'origine, le temple devait être d'ordre ionique et avoir une forme rectangulaire traditionnelle de dimensions modestes avec des colonnes sur trois côtés selon une forme périptère sine postico. Suivi par le temple des Dioscures quelques années plus tard, restauré en 117 av. J.-C., il s'agit du premier temple d'influence hellénistique construit sur le Forum.

### Le temple impérial

#### Dimensions
Lors de sa reconstruction par Tibère, le temple de Lucius Opimius est agrandi et adopte une forme originale où la largeur de la cella excède sa profondeur (une cella dite « barlongue, de 43,5 mètres de large pour 22,7 mètres de profondeur), permettant de s'adapter au peu d'espace disponible. La basilique Opimia, construite par Lucius Opimius le long du côté nord du temple qu'il a fait restaurer à la même époque, disparaît lors de la reconstruction impériale. Le temple est entièrement couvert de marbre de Luni,.
Le pronaos, plus étroit que la cella avec 25,6 mètres de large et 14,8 mètres de profondeur,, est hexastyle corinthien, six colonnes en façade, avec trois colonnes sur les côtés,. Ces colonnes ont un diamètre de 1,68 mètre et sont séparées par un espace de 2,65 mètres selon un rythme pycnostyle. On accède au temple depuis l'esplanade du Forum par une volée de marches très large permettant d'accéder à l'Area Concordiae, puis par un deuxième escalier débouchant dans le pronaos, derrière l'alignement des colonnes en façade en raison de l'espace restreint disponible en avant du temple,.

#### Programme décoratif extérieur
La statuaire
La représentation du temple sur un sesterce en bronze daté de la fin du règne de Tibère permet de décrire précisément la statuaire ornant l'édifice après sa reconstruction augustéenne. On aperçoit au milieu des colonnes du pronaos la figure assise de la Concorde, flanquée des statues de Mercure portant le caducée de la paix et Hercule, « héros civilisateur », gardiens du sanctuaire,. Le sommet du fronton est décoré d'un groupe de trois statues qui pourrait être identifié à la triade capitoline de Jupiter, de Junon, et de Minerve. Il pourrait également s'agir d'un groupe de trois déesses à la posture rappelant celle des trois Grâces : Concordia entourée de Salus (Hygie en Grèce) et de Fortuna. Ce groupe est encadré par deux statues identifiées soit à Cérès et Diane, soit à Honos et Virtus, soit encore à Tibère et Drusus. Des victoires occupent les acrotères latéraux inférieurs, rappelant que le temple a été reconstruit ex manubiis, avec le butin pris aux Germains après les victoires de Tibère et Drusus,. En dessous, le tympan est représenté vide de tout bas-relief.
En faisant figurer le temple sur une monnaie, Tibère a peut-être souhaité célébrer le vingt-cinquième anniversaire de sa dédicace, ou les vicennalia, vœux prononcés par l'empereur à l'occasion de sa vingtième année de règne. Mais, pour cette dernière hypothèse, la représentation de la seule figure de la Concorde aurait suffi. Le fait que la monnaie renvoie spécifiquement au temple en insistant sur la statuaire décorative et le fait qu'elle ait été frappée en fin de règne, soit après les troubles politiques dus à la chute de Séjan et la réconciliation des deux branches julio-claudiennes avec le choix de Caligula comme héritier, montreraient plutôt la volonté de Tibère de souligner le retour et à la concorde civile et à la concorde familiale, « dans le respect de l’héritage d’Auguste ».
L'entablement
Un morceau de la corniche en marbre du temple a été préservé, aujourd'hui exposé dans une galerie du Tabularium. Il révèle une décoration riche en motifs végétaux (feuilles d'acanthe), en denticules et modillons. Chaque portion de l'entablement est ornée de moulures. La décoration semble s'inspirer de celle du temple de Mars Vengeur, bien que plus élaborée. La forme des modillons rappelle les motifs de la corniche de l'Érechthéion d'Athènes.

#### Décoration intérieure
Le seuil de la cella se compose de deux grands blocs de marbre de Porta Santa gravés d'un caducée, emblème des ambassadeurs et symbole de réconciliation. Les murs de la cella sont couverts de marbres exotiques polychromes. Le mur du fond est divisé en onze baies par une rangée de colonnes corinthiennes de marbre blanc doublées de pilastres corinthiens engagés. Les chapiteaux corinthiens des colonnes présentent un motif inhabituel : les quatre volutes traditionnelles des coins sont remplacées par des paires de béliers,. Chaque baie contient une niche occupée par des statues allégoriques. La niche au centre du mur opposé à l'entrée, plus large que les autres, devait abriter une grande statue représentant la Concorde assise sur un trône et tenant une corne d'abondance (cornucopia) et une patère. De part et d'autre devaient se trouver des statues de Salus et Fortuna, répétant l'association du faîte du fronton.

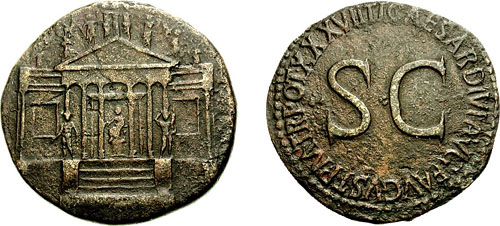
Sesterce frappé entre 34 et 37 apr. J.-C.[42] représentant à l'avers la façade du temple de la Concorde[43]. Aucune légende ne complète l'image, le temple devait être facilement identifié par sa forme particulière[44].
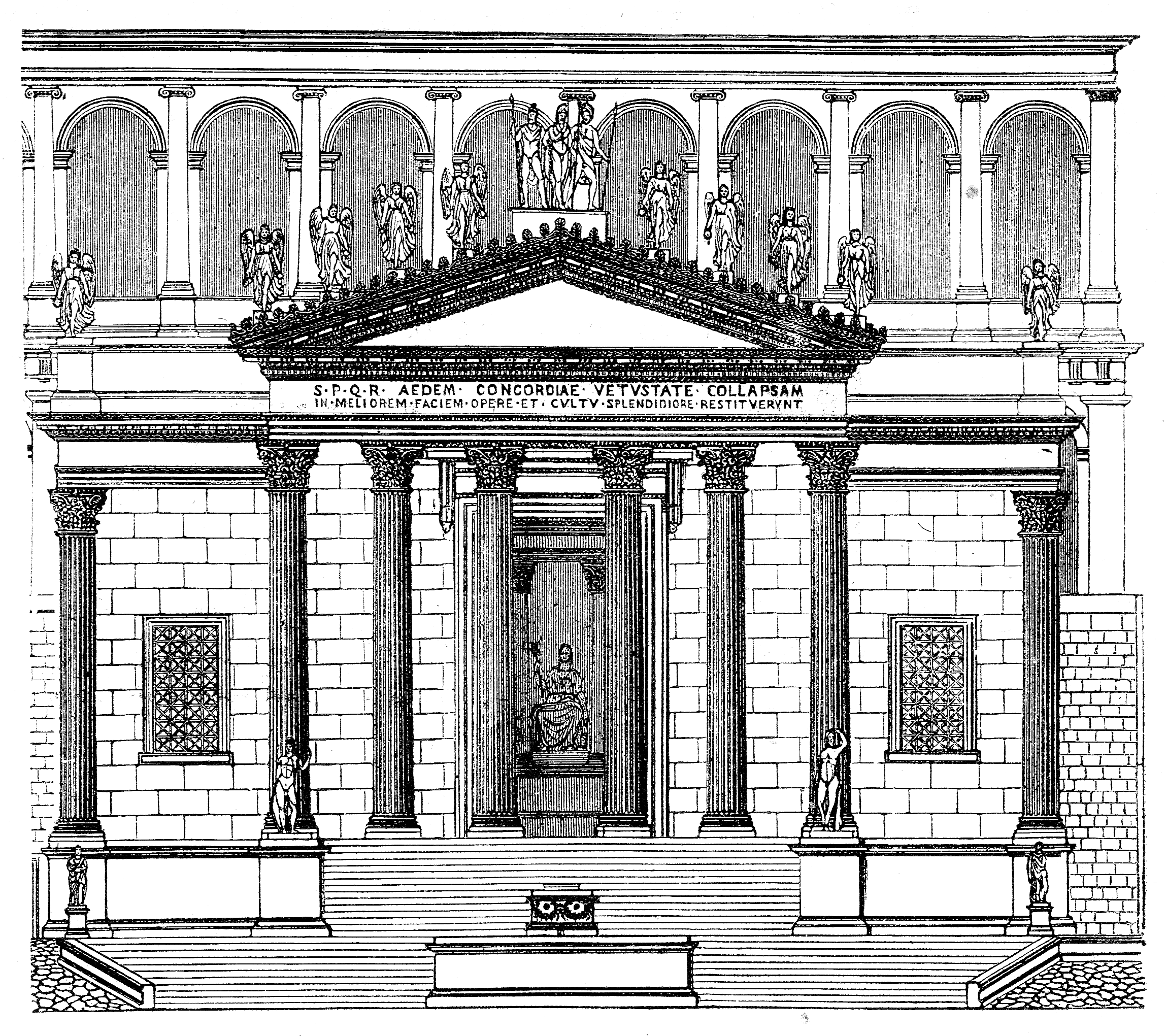
Dessin du temple à partir de sa représentation sur les monnaies romaines.

### Ouvrages généraux
- (en) Samuel Ball Platner et Thomas Ashby, A topographical dictionary of Ancient Rome, Londres, Oxford University Press, 1929, 608 p.
- (en) Lawrence Richardson, A New Topographical Dictionary of Ancient Rome, Baltimore, (Md.), Johns Hopkins University Press, 1992, 488 p. (ISBN 0-8018-4300-6)
- (en) Filippo Coarelli, Rome and environs : an archaeological guide, University of California Press, 2007, 555 p. (ISBN 978-0-520-07961-8, lire en ligne)
- (it) Filippo Coarelli, Guida archeologica di Roma, Vérone, Arnoldo Mondadori Editore, 1984
- Luc Duret et Jean-Paul Néraudau, Urbanisme et métamorphose de la Rome antique, Les Belles Lettres, coll. « Realia », 2001
- Sylvia Estienne, « Temples et figures divines sur les monnaies romaines », Hypothèses, vol. 1, no 5,‎ 2002, p. 115-124 (lire en ligne)
- (en) Adam Ziolkowski, The temples of Mid-Republican Rome and their historical and topographical context, Rome, « L'Erma » di Bretschneider, coll. « Saggi di Storia Antica » (no 4), 1992, 341 p. (ISBN 88-7062-798-5)
- (en) John W. Stamper, The architecture of roman temples : the Republic to the middle Empire, Cambridge, Cambridge University Press, 2005, 287 p. (ISBN 0-521-81068-X, lire en ligne)

### Ouvrages sur le temple
- (en) Homer F. Rebert et Henri Marceau, « The Temple of Concord in the Roman Forum », Memoirs of the American Academy in Rome, American Academy in Rome, University of Michigan Press, vol. 5,‎ 1925, p. 53–77
- (en) Carlos F. Noreña, « Concordia Augusta, Aedes », Digital Augustan Rome,‎ 2008 (lire en ligne)
- (it) A. M. Ferroni, « Concordia, aedes », dans Eva Margareta Steinby (dir.), Lexicon Topographicum Urbis Romae : Volume Primo A - C, Edizioni Quasar, 1993, 480 p. (ISBN 88-7097-019-1), p. 316-320
- (it) Carlo Gasparri et S. Allegra Dayan, Aedes Concordiae Augustae, Rome, Istituto di studi romani, 1979
- (en) C. J. Simpson, « Livia and the Constitution of the Aedes Concordia : the evidence of Ovid, Fasti I:637 », Historia, no 40,‎ 1991, p. 449-455
- (it) M. Guarducci, « Il tempio della Dea Concordia in un basso rilievo dei Musei Vaticani », Rendiconti della Pontificia academia romana di archologia, vol. 34,‎ 1962, p. 93-110
- (en) B. A. Kellum, « The City Adorned : programmatic display at the Aedes Concordiae Augustae », dans K. A. Raaflaub (dir.), Between Republic and Empire : interpretations of Augustus and his Principate, Berkeley, 1990 (ISBN 0-5200-8447-0), p. 276-307
- (en) S. E. Cox, « The temple of Concord on Tiberian Sestertii », Actes du XI Congrès international de numismatique, Louvain-la-Neuve, vol. 2,‎ 1993, p. 259-264
- (de) T. Pekary, « Tiberius und der Tempel der Concordia in Rom », Römische Mitteilungen, nos 73-74,‎ 1967, p. 105-133